# Kevin Villodres
Kevin Villodres Medina, noto come Kevin Medina o più semplicemente Kevin (Malaga, 26 febbraio 2001), è un calciatore spagnolo, attaccante del Córdoba.

## Carriera
Cresciuto nel settore giovanile del Malaga, ha esordito in prima squadra il 16 agosto 2021, nella partita di Segunda División pareggiata 0-0 contro il Mirandés. Ha chiuso la sua prima stagione tra i professionisti con 30 presenze in campionato. Il 23 luglio 2022 è passato in prestito al Gil Vicente per una stagione, debuttando con la squadra portoghese il 3 agosto successivo, nell'andata del terzo turno preliminare di Conference League pareggiata 1-1 sul campo del Riga FC. Ha esordito in Primeira Liga cinque giorni dopo, nella vittoria per 1-0 contro il Paços Ferreira, mentre il 9 agosto ha segnato la sua prima rete con il club, nella gara di ritorno contro il Riga FC vinta per 4-0.

## Statistiche

### Presenze e reti nei club
Statistiche aggiornate al 22 giugno 2024.
| Stagione        | Squadra         | Campionato      | Campionato | Campionato | Coppe nazionali | Coppe nazionali | Coppe nazionali | Coppe continentali | Coppe continentali | Coppe continentali | Altre coppe | Altre coppe | Altre coppe | Totale | Totale |
| Stagione        | Squadra         | Comp            | Pres       | Reti       | Comp            | Pres            | Reti            | Comp               | Pres               | Reti               | Comp        | Pres        | Reti        | Pres   | Reti   |
| --------------- | --------------- | --------------- | ---------- | ---------- | --------------- | --------------- | --------------- | ------------------ | ------------------ | ------------------ | ----------- | ----------- | ----------- | ------ | ------ |
| 2019-2020       | Malaga B        | TD              | 2          | 0          |                 | -               | -               |                    | -                  | -                  |             | -           | -           | 2      | 0      |
| 2020-2021       | Malaga B        | TD              | 21         | 5          |                 | -               | -               |                    | -                  | -                  |             | -           | -           | 21     | 5      |
| 2021-2022       | Malaga B        | TDR             | 0+1        | 0+0        |                 | -               | -               |                    | -                  | -                  |             | -           | -           | 1      | 0      |
| Totale Malaga B | Totale Malaga B | Totale Malaga B | 23+1       | 5          |                 | -               | -               |                    | -                  | -                  |             | -           | ,           | 24     | 5      |
| 2021-2022       | Malaga          | SD              | 30         | 0          | CR              | 0               | 0               |                    | -                  | -                  |             | -           | -           | 30     | 0      |
| 2022-2023       | Gil Vicente     | PL              | 5          | 0          | CP+CdL          | 0               | 0               | UECL               | 4                  | 1                  |             | -           | -           | 9      | 1      |
| 2023-2024       | Malaga          | PF              | 30+4       | 3+0        | CR              | 1               | 0               |                    | -                  | -                  |             | -           | -           | 34     | 3      |
| Totale Malaga   | Totale Malaga   | Totale Malaga   | 60+4       | 3          |                 | 1               | 0               |                    | -                  | -                  |             | -           | -           | 65     | 3      |
| Totale carriera | Totale carriera | Totale carriera | 85+4       | 8          |                 | 1               | 0               |                    | 4                  | 1                  |             | -           | -           | 98     | 9      |